# Замчисько (Дубенська волость)
Замчисько — колишнє село, що в середині 1940-х років було приєднане до села Кривуха. 
Дата заснування села невідома, орієнтовно на початку XX століття (1907—до січня 1912 року). 
Виявлені поселення поблизу датуються ще X століттям.

## Географія
Розташовувалося на Волинській височині, вздовж давньої дороги з Дубна до села Повча (тепер це автошлях Т0303), поблизу витоків струмка Знесена і тепер є частиною села Кривуха.
Межувало із колоніями та хуторами Кліщиха, Ельзбецін, Кривуха, Смолярня, та селом Знесення.

## Історія
За часів Російської імперії відносилось до Дубенської волості.
У перші роки існування село згадується частіше як поселення або як хутір.
Одними з перших у поселенні Замчисько були сім'ї Борецьких, Дерманських, Галіїв, Омельчуків.
У міжвоєнний період переходить під владу Польщі та стає частиною гміни Дубно як громада Замчисько.
За даними перепису населення ґміни Дубно (на 30 вересня 1921 року), у селі Замчисько було 19 будинків та проживало 129 жителів (65 чоловіків та 64 жінки, усі православні українці).
На 1936 рік село входило до ґміни Дубно Дубенського повіту.
У 1939 році як і майже вся Західна Україна окуповується Радянським союзом. З утворенням сільських рад входить до Кривухівської сільської ради.
Поблизу села відбувалася битва під Дубном. У журналі бойових дій 34-ї танкової дивізії (8-й мехкорпус, Південно-Західний фронт) записано: «28 червня 1941 року 17:00. 68 ТП атакує Дубно із заходу у напрямку Олександрівка, Ельзбецін, Кліщиха. 29 червня 1941 року дивізія за наказом бригадного комісара Попеля відводиться на рубіж лісу західніше Кліщиха, Ельзбецін і південніше Замчисько…»
9 лютого 1944 року 13 гв.кав.дивізія Червоної армії проводила рейд з Млинова через ліс в напрямку Замчисько (тепер частина с. Кривуха) — Забрама — Знесення з метою захопити Дубно. Опівдні того ж дня вона займає рубіж Ельзбецін/Великополянка (тепер частина Малих Садів) — Круча — Малі Сади — Великі Сади. Німці розташовуються на рубежі Великі Сади — Олександрівка — Кривуха — Смолярня. Після боїв у даному районі Червона армія була оточена та була змушена вириватися з оточення у напрямку Вітасовка (тепер Придорожнє) — Торговиця.
У «Відомості про парафії Дубенського району Рівненської області 1944—1977 рр.» (Свято-Іллінський собор м. Дубно) вказано, що до релігійної громади входять віряни с. Кривуха 5 км 200 душ; с. Кліщиха 5 км, 300 душ; с. Замчисько 3 км, 250 душ."
У середині XX століття ліквідоване у зв'язку з приєднанням до села Кривуха (відсутнє як адміністративно-територіальна одиниця Дубнівського району у 1946 році), але місцеві жителі продовжували інколи вживати дану назву місцевості (частини села Кривуха та навіть частини вул. Берестецька сусіднього м. Дубна)  майже до закінчення XX століття. 

## Учасники другої світової війни
У другій світовій війні брали участь багато жителів та уродженців села Замчисько, зокрема:
- Мартинюк Василь Федорович (1924 — 17.10.1944), рядовий, помер від ран, перепохований на цвинтарі Гривас, місто Даугавпілс, Латвія[4];
- Грицак Євдоким Гаврилович (нар. 1910), рядовий 22 гв. сп 1 прибф, нагороджений медаллю «За відвагу»[5];
- Саюк Федір Тимофійович (нар. 1908, фактично 1911), також записаний як Саюн, рядовий[6];
- Галій Петро Йосипович (нар. 1909), рядовий 98 зсп[7];
- Дорманський (Дерманський) Павло Гордійович (1907 — 11.07.1944), рядовий, вбитий 11 липня 1944 року, перепохований з с. Пустошка (Білорусь) у с. Зарачча (Вітебська обл., Білорусь)[8];
- Павлюк Іван Стефанович (нар. 1929 ?), рядовий 9 г-с див; 176 арм зап стре полк[9];
- Галій Петро Федорович (1912 — 8.10.1944), рядовий, помер від ран у госпіталі 479 ОМСБ 9 гв. сд, похований у Литві[10][11];
- Швед Іван Якович (1909 — 10.07.1944), рядовий, штаб 9 гв сд,[12];
- Борятський Данило Петрович (1922 — 11.08.1944), рядовий 31 сп, загинув біля х.Сейли, Латвія[13];
- Павлюк Кузьма Степанович(Омелянович?) (1910 - 23.12.1944 рр.), помер від ран через 4 місяці після призову в с.Модьєрод, Угорщина[14];
- Борецький Данило Петрович (нар. 1922), рядовий 9 гв.ст.дивизия; 176 арм.зап.стр.полк; 98 зап.стр.полк 37 зап.стр.дивизії; ешелон 42990[15];
- Дерманський Карпо Андронович (Андрійович) (нар. 1905), записаний як житель с. Листвин, вважався зниклим безвісти у лютому 1945 року[16].